# Рябинкино (Костромская область)
Рябинкино — деревня в Берёзовском сельском поселении Галичского района Костромской области России.

## География
Деревня расположена у реки Ноля.

## История
Согласно Спискам населённых мест Российской империи в 1872 году деревня относилась к 2 стану Солигаличского уезда Костромской губернии. В ней числилось 6 дворов, проживало 26 мужчин и 28 женщин.
Согласно переписи населения 1897 года в деревне проживало 73 человека (30 мужчин и 43 женщины).
Согласно Списку населённых мест Костромской губернии в 1907 году деревня относилась к Нольско-Березовской волости Солигаличского уезда Костромской губернии. По сведениям волостного правления за 1907 год в ней числилось 20 крестьянских дворов и 109 жителей.
До муниципальной реформы 2010 года деревня также входила в состав Березовского сельского поселения. По состоянию на 1 января 2014 года в деревне числилось 6 хозяйств и 22 жителя.